# Anne Goscinny

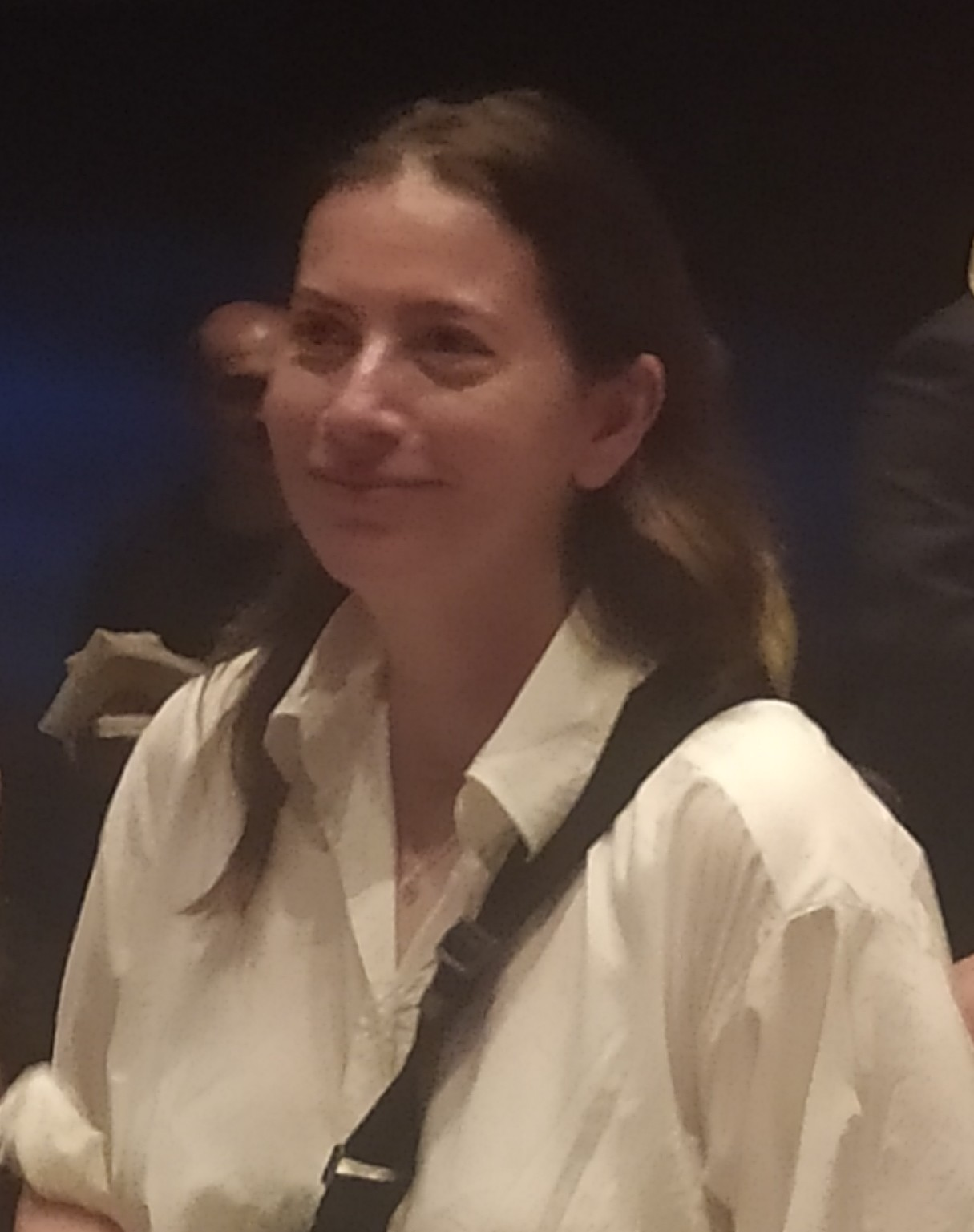
Anne Goscinny in Annecy, 2022

Anne Goscinny (* 19. Mai 1968 in Boulogne-Billancourt) ist eine französische Literaturkritikerin und Romanautorin. Sie ist das einzige Kind des Asterix-Autors René Goscinny.

## Leben

### Ausbildung und Privatleben
Anne Goscinny besuchte das Lycée Molière im 16. Pariser Arrondissement und anschließend die Universität Paris III – Sorbonne Nouvelle. Letztere hat sie abgeschlossen mit der Masterarbeit in Vergleichender Literaturwissenschaft zum Thema Jean Rhys, de l'échec d'une vie à la création littéraire (deutsche Übersetzung: Vom Scheitern eines Lebens zum literarischen Schaffen).
Goscinny ist mit dem Verleger und ehemaligen Fernsehjournalisten Aymar du Chatenet (* 1964) verheiratet und hat zwei erwachsene Kinder, einen Sohn und eine Tochter.

### Als Schriftstellerin
Anne Goscinny hat Literaturkritiken für unterschiedlichen Magazine geschrieben, wie L’Express, Le Figaro littéraire, Le Magazine littéraire oder Paris Match. Sie hat bereits sechs Romane bei Éditions Grasset & Fasquelle veröffentlicht. Diese wurden in mehreren Sprachen übersetzt. Le Père éternel (Der ewige Vater) wurde 2007 mit dem WIZO-Preis ausgezeichnet. Zudem ist sie seit März 2018 Autorin der Kurzgeschichten für Teenager Le Monde de Lucrèce, die von der Zeichnerin Catel Muller (* 1964) illustriert werden.

### Das Erbe ihres Vaters

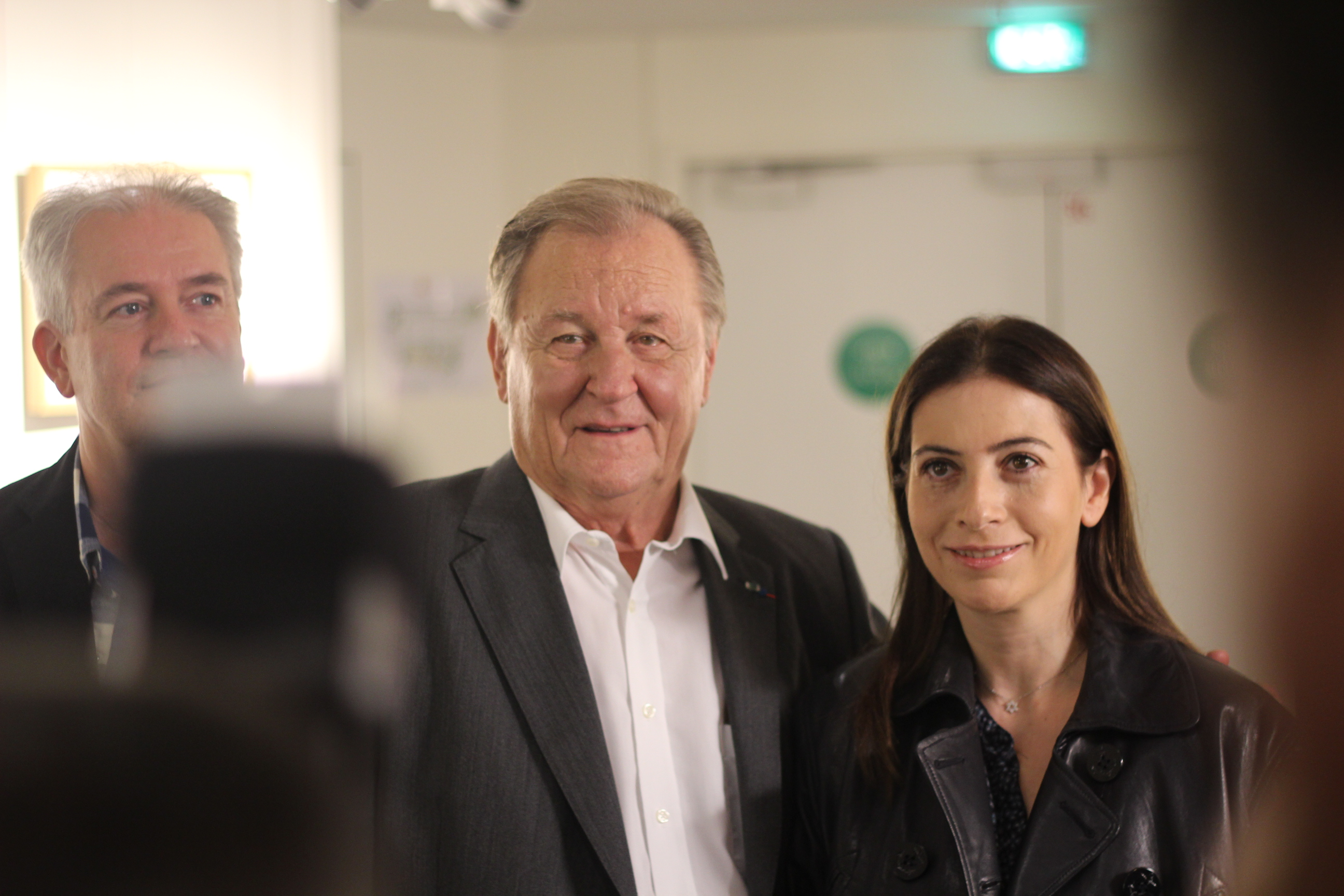
Anne Goscinny mit Albert Uderzo, 2013

Als alleinige Rechtsnachfolgerin für das Erbe ihres Vaters verwaltet Anne Goscinny dessen literarisches Werk und gründete im Jahr 2016 das Institut René-Goscinny, eine Stiftung, deren „Zweck darin besteht, Aktivitäten von allgemeinem Interesse kultureller und pädagogischer Art zu entwickeln und zu unterstützen, die Teil des künstlerischen und kulturellen Erbes Frankreichs sind und sich auf die Arbeit von René Goscinny beziehen.“
Für die Werke, die zusammen mit Co-Autoren entstanden sind, arbeitet sie eng mit deren Nachfolgern zusammen, so im Falle von Asterix mit Sylvie Uderzo, der Tochter von Albert Uderzo.
2004 gründete Anne Goscinny das Unternehmen IMAV zusammen mit ihrem Ehemann, wobei sich IMAV aus den hebräischen Wörtern Ima für Mutter und Av für Vater zusammensetzt. IMAV veröffentlicht alle Werke von Der kleine Nick und verwaltet die Merchandising- und Audiovisuellen Rechte.

## Auszeichnungen und Ehrungen
- 2007 WIZO-Preis für den Roman Le Père éternel
- 2018 Chevalier des Arts et des Lettres
- 2022 Cristal du long métrage für Der kleine Nick erzählt vom Glück

## Bücher
- Le bureau des solitudes (Das Büro der Einsamkeit), Roman, Edition Grasset, 2002, ISBN 978-2-253-11232-7
- Le voleur de mère (Der Dieb der Mutter), Roman, Edition Grasset, 2004, ISBN 978-2-253-11727-8
- Le père éternel (Der ewige Vater), Roman, Edition Grasset, 2006, ISBN 978-2-253-12361-3
- Le banc des soupirs (Die Bank der Seufzer), Roman, Edition Grasset, 2011, ISBN 978-2-246-77891-2
- Le bruit des clefs (Der Klang der Tasten), Edition NiL, 2012, ISBN 978-2-84111-586-0
- Le sommeil le plus doux (Der süßeste Schlaf), Roman, Edition Grasset, 2016, ISBN 978-2-246-85943-7
- Sous tes baisers (Unter deinen Küssen), Roman, Edition Grasset, 2017, ISBN 978-2-246-81382-8
- Le Monde de Lucrèce – Tome 1, zusammen mit Catel, Edition Gallimard Jeunesse, März 2018, ISBN 978-2-07-509306-4
- Le Monde de Lucrèce – Tome 2, zusammen mit Catel, Edition Gallimard Jeunesse, Oktober 2018, ISBN 978-2-07-509311-8
- Le Monde de Lucrèce – Tome 3, zusammen mit Catel, Edition Gallimard Jeunesse, März 2019, ISBN 978-2-07-509739-0
- Le Monde de Lucrèce – Tome 4, zusammen mit Catel, Edition Gallimard Jeunesse, Oktober 2019, ISBN 978-2-07-513454-5
- Le Monde de Lucrèce – Tome 5, zusammen mit Catel, Edition Gallimard Jeunesse, August 2020, ISBN 978-2-07-513683-9
- Le Monde de Lucrèce – Tome 6, zusammen mit Catel, Edition Gallimard Jeunesse, Mai 2021, ISBN 978-2-07-513688-4
- Le Monde de Lucrèce – Tome 7, zusammen mit Catel, Edition Gallimard Jeunesse, September 2022, ISBN 978-2-07-516616-4
- Le Monde de Lucrèce – Tome 8, zusammen mit Catel, Edition Gallimard Jeunesse, September 2023, ISBN 978-2-07-516621-8
- Le petit Nivolas – qu'est-ce qu'on attend pour être heureux?, IMAV édition, 2022, ISBN 978-2-36590-165-9
  - Der kleine Nick und das große Glück : die Geschichte der Freundschaft von Goscinny & Sempé, Diogenes, Zürich, 2022, ISBN 978-3-257-01309-2

## Filme
- Der kleine Nick sucht das Glück, Drehbuch und Filmsong[9]